# Alpine Ski-Juniorenweltmeisterschaften 1993
Die 12. Alpinen Ski-Juniorenweltmeisterschaften fanden vom 2. bis 7. März 1993 im italienischen Monte Campione/Colere statt.

## Männer

### Abfahrt
| Platz | Land | Sportler           | Zeit (min) |
| ----- | ---- | ------------------ | ---------- |
| 1     | FRA  | Gaëtan Llorach     | 1:28,27    |
| 2     | AUT  | Josef Strobl       | 1:28,53    |
| 3     | ITA  | Massimiliano Iezza | 1:29,04    |
| 4     | FRA  | Georges Mendes     | 1:29,25    |
| 5     | AUT  | Andreas Schifferer | 1:29,29    |
| 6     | ITA  | Maurizio Feller    | 1:29,39    |

Datum: 4. März

### Super-G
| Platz | Land | Sportler           | Zeit (min) |
| ----- | ---- | ------------------ | ---------- |
| 1     | ITA  | Massimiliano Iezza | 1:38,79    |
| 2     | ITA  | Maurizio Feller    | 1:38,87    |
| 3     | AUT  | Josef Strobl       | 1:38,98    |
| 4     | ITA  | Matteo Nana        | 1:39,61    |
| 5     | FRA  | Gaëtan Llorach     | 1:39,81    |
| 6     | SUI  | Jürg Grünenfelder  | 1:40,14    |

Datum: 2. März

### Riesenslalom
| Platz | Land | Sportler              | Zeit (min) |
| ----- | ---- | --------------------- | ---------- |
| 1     | AUT  | Josef Strobl          | 2:06,45    |
| 2     | JPN  | Jōji Kawaguchi        | 2:07,55    |
| 3     | FRA  | Frédéric Marin-Cudraz | 2:08,06    |
| 4     | SUI  | Jürg Grünenfelder     | 2:08,15    |
| 5     | CAN  | Chad Mullen           | 2:08,26    |
| 6     | FRA  | Gaëtan Llorach        | 2:08,34    |

Datum: 5. März

### Slalom
| Platz | Land | Sportler        | Zeit (min) |
| ----- | ---- | --------------- | ---------- |
| 1     | USA  | Chip Knight     | 1:38,20    |
| 2     | FRA  | Gaëtan Llorach  | 1:38,38    |
| 3     | JPN  | Jōji Kawaguchi  | 1:39,05    |
| 4     | FIN  | Juha Järvi      | 1:39,09    |
| 5     | AUT  | Markus Kirchner | 1:39,17    |
| 6     | ITA  | Giorgio Rocca   | 1:39,28    |

Datum: 6. März

### Kombination
| Platz | Land | Sportler           |
| ----- | ---- | ------------------ |
| 1     | FRA  | Gaëtan Llorach     |
| 2     | JPN  | Jōji Kawaguchi     |
| 3     | AUT  | Josef Strobl       |
| 4     | SLO  | Gašper Kontrec     |
| 5     | ITA  | Massimiliano Iezza |
| 6     | GER  | Andreas Ertl       |

Datum: 2./7. März
Die Kombination bestand aus der Addition der Ergebnisse aus Abfahrt, Riesenslalom und Slalom.

## Frauen

### Abfahrt
Nicht ausgetragen.

### Super-G
| Platz | Land | Sportlerin               | Zeit (min) |
| ----- | ---- | ------------------------ | ---------- |
| 1     | ITA  | Isolde Kostner           | 1:39,23    |
| 2     | SUI  | Madlen Summermatter      | 1:39,44    |
| 3     | ITA  | Alessandra Merlin        | 1:40,02    |
| 4     | AUT  | Christiane Mitterwallner | 1:40,33    |
| 5     | CAN  | Mélanie Turgeon          | 1:40,54    |
| 6     | AUT  | Barbara Raggl            | 1:40,74    |

Datum: 5. März

### Riesenslalom
| Platz | Land | Sportlerin               | Zeit (min) |
| ----- | ---- | ------------------------ | ---------- |
| 1     | SUI  | Karin Roten              | 2:06,03    |
| 2     | ITA  | Morena Gallizio          | 2:06,24    |
| 3     | AUT  | Christiane Mitterwallner | 2:06,59    |
| 4     | AUT  | Martina Koschuttnigg     | 2:06,74    |
| 5     | AUT  | Barbara Raggl            | 2:06,85    |
| 6     | ITA  | Leila Demez              | 2:07,48    |

Datum: 7. März

### Slalom
| Platz | Land | Sportlerin        | Zeit (min) |
| ----- | ---- | ----------------- | ---------- |
| 1     | ITA  | Morena Gallizio   | 1:16,22    |
| 2     | AUT  | Renate Götschl    | 1:17,18    |
| 3     | SLO  | Urška Hrovat      | 1:17,28    |
| 4     | USA  | Kristina Koznick  | 1:17,59    |
| 5     | GER  | Angela Zimmermann | 1:17,69    |
| 6     | CAN  | Mélanie Turgeon   | 1:17,80    |

Datum: 4. März

### Kombination
| Platz | Land | Sportlerin               |
| ----- | ---- | ------------------------ |
| 1     | ITA  | Morena Gallizio          |
| 2     | AUT  | Barbara Raggl            |
| 3     | CAN  | Mélanie Turgeon          |
| 4     | SLO  | Urška Hrovat             |
| 5     | AUT  | Christiane Mitterwallner |
| 6     | ITA  | Isolde Kostner           |

Datum: 4./7. März
Die Kombination bestand aus der Addition der Ergebnisse aus Super-G, Riesenslalom und Slalom.

## Medaillenspiegel
| Platz | Land               | Gold | Silber | Bronze | Gesamt |
| ----- | ------------------ | ---- | ------ | ------ | ------ |
| 1     | Italien            | 4    | 2      | 2      | 8      |
| 2     | Frankreich         | 2    | 1      | 1      | 4      |
| 3     | Österreich         | 1    | 3      | 3      | 7      |
| 4     | Schweiz            | 1    | 1      | –      | 2      |
| 5     | Vereinigte Staaten | 1    | –      | –      | 1      |
| 6     | Japan              | –    | 2      | 1      | 3      |
| 7     | Kanada             | –    | –      | 1      | 1      |
| 7     | Slowenien          | –    | –      | 1      | 1      |